# آرتور بایرون
آرتور بایرون (انگلیسی: Arthur Byron؛ ۱۶ اوت ۱۸۷۲ – ۱۶ اوت ۱۹۴۳) یک هنرپیشه اهل ایالات متحده آمریکا بود.

## فیلم‌شناسی
از فیلم‌های او می‌توان به شهردار جهنم اشاره نمود.